# زولتس أم نكار
زولتس آم نكا (بالألمانية: Sulz am Neckar) هي مدينة وبلدة ألمانية تقع في ألمانيا في روتفايل. يقدر عدد سكانها بـ 12,511 نسمة .

## المدن التوأمة
مدن Montendre وAltenberg هي مدن توأمة لـزولتس آم نكا.